# YELLOW DANCER
『YELLOW DANCER』（イエローダンサー）は星野源の4枚目のアルバム。2015年12月2日にSPEEDSTAR RECORDSから発売された。

## 概要
- 前作「Stranger」から約2年ぶりのアルバム。「Stranger」以降にリリースされたシングル「地獄でなぜ悪い」「Crazy Crazy」「桜の森」「SUN」のほか、MVが先行公開されていた「Snow Men」や、めざましどようびのテーマソングとして提供されていた「Week End」を含む全14曲収録。
- 星野は「『桜の森』のインタビューのときもよく言ってたんですけど、当時、いちばん自分にマッチしていたのがソウルやR&Bだったんです。めちゃくちゃビートが速いとかではなくて、ミドルテンポで気持ちが上がったり、思わず腰が動くようなものがいいなって。『SUN』を作った時点でその方向性はさらにハッキリしていたし、次作は"とにかく踊れるアルバムにしたいな"と思ってたんですよね。」と述べている。[2]
- 5thシングル「ギャグ」及びそれぞれのシングルのB面はアルバムには未収録であり、星野のアルバムでは初めてB面が全く収録されないアルバムとなった。また、「Stranger」まで収録されていたアルバムのタイトルチューンも収録されていない。
- 初回限定盤A付属Blu-ray[3]、初回限定盤B付属DVDには『星野源のひとりエッジ in 武道館』のライブ映像が収録。こちらではアルバムの本編に未収録の上記シングルのB面曲の演奏シーンは収録されているが、当日披露された「ギャグ」の演奏シーンはカットされている。
- 各初回限定盤はインタビュー、書き下ろしエッセイ&曲解説等の特製ブックレット付である。
- 第6回ミュージック・ジャケット大賞を受賞[4]。
- 2016年1月20日にLPレコード1枚仕様でアナログレコード盤を発売。また、2019年3月27日には、2018年12月に次作として発売されていた『POP VIRUS』が重量盤2枚組仕様の生産限定盤アナログレコードとして発売されるにあたり、本作も同じく重量盤2枚組仕様の生産限定盤として再びアナログレコードが発売された[5]。

## 評価
本作は、『ミュージックマガジン』2021年3月号掲載の「特集 [決定版] 2010年代の邦楽アルバム・ベスト100」にて、第24位に選ばれている。選出に際してのコメントで、ライターの矢野利裕は、「音楽的完成度と社会的影響力という点で見れば、10年代を代表するミュージシャンは、もう星野源と言い切っていいと思う。」と述べた。

### 受賞
| 年   | 音楽賞                            | 結果           | 出典  |
| ---- | --------------------------------- | -------------- | ----- |
| 2015 | 第8回CDショップ大賞               | 大賞           | [ 7 ] |
| 2016 | 第6回ミュージック・ジャケット大賞 | 大賞           | [ 8 ] |
| 2016 | 第58回日本レコード大賞            | 優秀アルバム賞 | [ 9 ] |

## チャート記録
初動はシングル、アルバム通して自己最高の13.2万枚を記録し、2015年12月14日付オリコン週間アルバムチャートにて自身初の1位を獲得。前作「Stranger」の累計売上8.5万枚を初動のみで上回った。その後もロングヒットを記録し、現在30万枚を超える大ヒットとなっている。

## 収録曲
全作詞・作曲・編曲：星野源、ストリングスアレンジ：岡村美央・星野源、ホーンアレンジ：武嶋聡・星野源
1. 時よ (4:15)
2016ユーキャン通信講座  CMテーマソング[10]。
MVの撮影は、神奈川県藤沢市の相鉄いずみ野線湘南台駅で行われた。
2. Week End (4:30)
フジテレビ系『めざましどようび』テーマソング。
3. SUN (4:01)
8thシングル。フジテレビ系ドラマ『心がポキッとね』主題歌。
4. ミスユー (4:55)
5. Soul (3:49)
6. 口づけ (3:49)
7. 地獄でなぜ悪い (3:41)
6thシングル。映画『地獄でなぜ悪い』主題歌。
8. Nerd Strut（Instrumental） (1:20)
インストゥルメンタル曲。
ミュージシャンの細野晴臣がベースで参加しており、それ以外の楽器は全て星野が演奏している。
9. 桜の森 (5:10)
7thシングルの2曲目。2014 J-WAVE 春のキャンペーンソング。
10. Crazy Crazy (3:34)
7thシングルの1曲目。
11. Snow Men (4:34)
資生堂マキアージュWEBムービー『Snow Beauty』主題歌[11]。
12. Down Town (3:51)
13. 夜 (4:11)
14. Friend Ship (4:42)
映画『森山中教習所』主題歌。星野は「友情と愛情の、うまく言葉にできない部分を音楽にしたいと思いました。切ないダンスミュージックが完成しました。」と述べている[12]。

### 初回限定盤映像
- 『星野源のひとりエッジ in 武道館』のライブ映像全22曲を収録[13]。星野源と友人によるコメンタリー付

| #         | タイトル               | 作詞 | 作曲・編曲 |
| --------- | ---------------------- | ---- | ---------- |
| 1.        | 「バイト」             |      |            |
| 2.        | 「化物」               |      |            |
| 3.        | 「ワークソング」       |      |            |
| 4.        | 「地獄でなぜ悪い」     |      |            |
| 5.        | 「透明少女」           |      |            |
| 6.        | 「Snow Men」           |      |            |
| 7.        | 「フィルム」           |      |            |
| 8.        | 「Crazy Crazy」        |      |            |
| 9.        | 「ばらばら」           |      |            |
| 10.       | 「くせのうた」         |      |            |
| 11.       | 「営業」               |      |            |
| 12.       | 「くだらないの中に」   |      |            |
| 13.       | 「老夫婦」             |      |            |
| 14.       | 「Night Troop」        |      |            |
| 15.       | 「レコードノイズ」     |      |            |
| 16.       | 「マッドメン」         |      |            |
| 17.       | 「海を掬う」           |      |            |
| 18.       | 「いち に さん」       |      |            |
| 19.       | 「桜の森」             |      |            |
| 20.       | 「夢の外へ」           |      |            |
| 21.       | 「君は薔薇より美しい」 |      |            |
| 22.       | 「SUN」                |      |            |
| 合計時間: | 合計時間:              | 2:07 |            |

## 星野源のひとりエッジ in 武道館
『星野源のひとりエッジ in 武道館』（ほしのげんのひとりエッジ イン ぶどうかん）は、2015年8月12日,13日に日本武道館で開催された、星野源の弾き語りワンマンライブ公演。

### 概要
初日は俳優の神木隆之介が、2日目はPerfumeの樫野有香がゲストとして登場した。

## 参加ミュージシャン
- 星野源
  - Vocal (#1-7.9-14)
  - Guitar (#1.3.4.6.8.11)
  - Marimba (#7.8.14)
  - Piano, Hammond Organ, Drums, 三線 (#8)
  - Tambourine (#7.10)
  - Chorus (#1-5.7.9.10.11.12.14)
  - Handclap (#2.5.7.9.10)
- 河村'カースケ'智康
  - Drums (#1-5.11.12.14)
  - Cowbell (#1.2.12)
  - Handclap (#3)
- 伊藤大地：Drums (#7.9.13)
- ハマ・オカモト
  - Bass (#1.2.3.10)
  - Handclap (#3)
- 伊賀航
  - Bass (#4.5.7.9.11.12.13.14)
  - Handclap (#12)
- 石橋英子
  - Analog Synthesizer (#1.2.3.14)
  - Chorus (#1.2.3.5)
  - Handclap (#5)
  - Marimba (#14)
- 小林創
  - Piano (#2.3.4.10)
  - Wurlitzer (#2)
  - Hammond Organ (#4.5)
  - Fender Rhodes (#9.11)
- 野村卓史
  - Piano (#12.13.14)
  - Hammond Organ (#14)
  - Handclap (#12)
- 長岡亮介(ペトロールズ)
  - Guitar (#1.2.3.7.11.14)
  - Handclap (#3)
- 岡村美央：1st Violin (#1-5.7.9.11)
- 伊能修：1st Violin (#1-5.7.9.11)
- 城戸貴代：1st Violin (#1)
- 藤家泉子：1st Violin (#1)
- 吉田翔平：1st Violin (#2.9.11)
- 入江茜：1st Violin (#2)
- 加藤玲名：1st Violin (#3)
- 伊藤彩：1st Violin (#3)
- 高橋暁：1st Violin (#5)
- 杉野裕：2nd Violin (#1-5.7.9.11)
- 下川美帆：2nd Violin (#1-5.11)
- 渡辺一雄：2nd Violin (#2)
- 伊勢三木子：2nd Violin (#7.9)
- 菊地幹代：Viola (#1.3.5.7.9.11)
- 舘泉礼一：Viola (#1.2.3.5.9.11)
- 萩原薫：Viola (#2.7)
- 橋本しのぶ：Cello (#4.11)
- 笠原あやの：Cello (#1.3.5.9)
- 増本麻理：Cello (#3.5.9)
- 前田善彦：Cello (#5)
- 村中俊之：Cello (#1.5)
- 武嶋聡
  - Tenor Sax (#2.7.12)
  - Flute (#5)
  - Handclap (#7)
- 湯本淳希：Trumpet (#2)
- 吉澤竜彦：Trumpet (#2)
- 川崎太一朗：Trumpet (#7)
- 川上鉄平：Trumpet (#12)
- 半田信英：Trombone (#2)
- 滝本尚史：Trombone (#7.12)
- オラリー：Chorus (#7.9)
- 高城晶平・荒内佑：Chorus (#9)
- ピエール中野：Drums（#10）
- 細野晴臣：Bass（#8）
- スガダイロー：Piano (#7)

## チャート
| チャート（2015年）              | 最高 順位 |
| ------------------------------- | --------- |
| Billboard Japan Hot Albums      | 1         |
| Billboard Japan Top Album Sales | 1         |
| オリコン週間アルバムチャート    | 1         |

| チャート（2015年）              | 順位 |
| ------------------------------- | ---- |
| オリコン年間アルバムチャート    | 26   |
| チャート（2016年）              | 順位 |
| Billboard Japan Hot Albums      | 6    |
| オリコン年間アルバムチャート    | 32   |
| チャート（2017年）              | 順位 |
| Billboard Japan Hot Albums      | 26   |
| Billboard Japan Download Albums | 17   |
| オリコン年間アルバムチャート    | 92   |
| チャート（2018年）              | 順位 |
| Billboard Japan Download Albums | 94   |

## 認定とセールス
| 国/地域                                             | 認定     | 認定/売上数                       |
| --------------------------------------------------- | -------- | --------------------------------- |
| 日本 (RIAJ)                                         | プラチナ | 352,000（フィジカルCD) (オリコン) |
| 日本 (RIAJ)                                         | ゴールド | 100,000*（デジタル配信)           |
| * 認定のみに基づく売上数 ^ 認定のみに基づく出荷枚数 |          |                                   |